# Aires (revue)
Pour les articles homonymes, voir Aires.
 (novembre 2014).
Si vous disposez d'ouvrages ou d'articles de référence ou si vous connaissez des sites web de qualité traitant du thème abordé ici, merci de compléter l'article en donnant les références utiles à sa vérifiabilité et en les liant à la section « Notes et références ».
Aires est une revue littéraire fondée à Saint-Étienne en 1985 par Dominique Bazet-Simoni et Christiane Chevigny (à l'origine avec Michel Pasquier). Revue mise en page et imprimée par Jean-François Manier, typographe à Cheyne, Chambon-sur-Lignon (Haute-Loire). Objectif : Faire découvrir des textes français et étrangers à travers une revue, des lectures dans une démarche créatrice associant graphisme et écriture.
Le choix d'associer dans chaque numéro le travail des artistes et la voix des poètes a toujours été maintenu. Le dernier numéro de la revue (no 25) a été publié le 10 octobre 1997.

## Numéros
- Aires no 1 :« Le Nom », 1er octobre 1985. Bernard Noël, Hymen ; Michel Pasquier, Morning visions of her ; Dominique Simoni, Contre le mutisme des choses ; Christiane Chevigny, Les toits sont à droite ; Lotte Öhre, Le souci du nom ; B. G. , Les persiennes ont été ouvertes tôt ; Michel Karpinski, La dernière communion. Couverture de Myriam Librach (gouache 1975).
- Aires no 2 : « Regards », 15 mai 1986. Lionel Bourg, Le visage et ses doubles ; Dominique Simoni, Les deux femmes ; Jean Pierre Vidal, Dénouement ; Annick de Banville, Osmoses ; Marine Bourgeois, Suite de six encres, 1986 ; Ybo, Le syndrome de Stockholm ; Lotte Öhre, Contre-plongée ; Jean-Loup Trassard, Foin de la rencontre !. Couverture de Marine Bourgeois.
- Aires no 3 : « Géographies », 10 octobre 1986. Dominique Simoni, Suite en douce ; Ariane Dreyfus, A Pia nuit du cinq mai 1984, Aussi longtemps que deux ; Jacqueline Naba, Cercle/s et simulacre - Une histoire immortelle, La mer ; Hubert Lucot, Géographies d'États, Persistants vers le bord de l'eau ; Bracha Ettinger, Nature-mère salope (dessins, 1986) ; Catherine Weinzaepflen, La mare était le monde de l'enfant ; Bracha Ettinger, Album de famille (Boîtes;, 1983), Moyens de transport, 1985 (encre de chine sur papier, bois, verre) ; Catherine Weinzaepflen Image en noir et blanc... ; Chawki Abdelamir, Paroles du fleuve.
- Aires no 4 : « Chroniques », 16 avril 1987. Jean de Mézières (Jean Pierre Vidal), Ce matin il y avait deux chevaux... ; Ariane Dreyfus, Prends la poignée qui déjà craque..., Pascal Arnaud, 677 m ; Jacqueline Royer, Tu me dis..., Les femmes de Miró ; Maxime Darnaud, Dessins ; Valérie Morlot, Chronique pour les baleines. Couverture de Maxime Darnaud.
- Aires no 5 : « Rire », 21 octobre 1987 : Paul Fournel, Méticuleux ; Pierre Fasola & Jean-Charles Lyant, Homo animal ridens ; Ariane Dreyfus, Sorties au monde ; Jean Pierre Vidal, Caprice ; Jean-Noël Blanc, Chiens de gouttière ; Danielle Blot-Ducreux, Dessins ; Brigitte Rieux-Gillet, Les fêtes ; Lotte öhre, Valoches ; Christiane Chevigny, Port maternel... ; Francis Juif, Fou rire, Rire fou, La gorge du Verbe. Couverture de Danielle Blot-Ducreux.
- Aires no 6 : « Poètes de langue allemande », 31 mars 1988 : Kay Borowsky, Avant que les mots, Jour : bateau sur le fleuve, Poésie ? Réflexes du miroir, Je sens encore la boue, Une poignée de terre, L'alphabet et les étoiles ; Charles Juliet, Pages de journal, octobre 1986 ; Rolf Walter, Lavis ; Klaus Hensel, Fraye-toi un passage, amour ;  Jürgen Wellbrock, Après la pluie hivernale, Objet trouvé ; Christoph Meckel, Dents ; Steffen Mensching, Poèmes ; Christine Busta, Exode, Si tu peins le blason de l'amour ; Marlen Haushofer, Ne te fais point de souci.  Couverture de Rolf Walter.
- Aires no 7 : « Vu d'ici », 10 octobre 1988 : Abdelamir Chawki, Il ; Lionel Bourg, Au-devant  du silence ; Michel Lecamp, Vocales ; Stella Apostolidou, Le repos des couleurs, dessins ; Hubert Lucot, Vu d'ici ; Ludovic Degroote, Georges ; Thierry Guinhut, Lecture de Thomas Bernhard en Livradois-Forez ; Yves Leclair, De mon carnet mondain ; Jacqueline Merville, ...le livre interdit à l'Est ; Lotte Öhre, Postface. Couverture de Stella Apostolidou.
- Aires no 8 : « Irak - Chronique d'une poésie en exil », avril 1989. Anthologie présentée par Abdelamir Chawki. Fahed Al Azzaoui ; Abdelamir Chawki ; Kadhim Djihad ; Abdelkarim Gassed ;Jalil Haidar ; Fawzi Karim ; Mokhlis Khalil, Sergoun Bolus ; Moayed El Rawi ; Rafik Saber ; Mohammed Saïd Saggar, Sadek El Sayegh, Hachim Shafiq, Mohamed Taleb, Nabile Yacine; Saadi Youcef. Traductions de Abdelamir Chawki et Mohamed Kacimi. Calligraphies de Mohamed-Said Saggar.
- Aires no 9 : « Des poètes américaines : corps », 10 octobre 1989 : Olivier Apert, Body and soul ; Mina Loy, Lettres de l'unvivant ; Adrienne Rich, Une femme morte à quarante ans ; Marge Piercy, Le corps de ma mère ; Sonia Sanchez, Une lettre au Dr Martin Luther King ; Susan Ludvigson, Mes orifices sont tous trop étroits ; Susan Ludvigson, Idylle ; Elinor Nauen, L'Histoire du Corps Humain - Le Coup de Winfield dans le Petit Champ - La  Lassitude de l'Infini ; Laura Chester, Correspondance ; Laura Rosenthal, La queue et les couilles ; Christy Sheffield Sanford, Voyageant de port en port à l'initiale M (plateau de fruits de mer).
- Aires no 10 : « Scène », 2 avril 1990 : Marie-Florence Ehret, La paix seulement ; Fabrice (Farre), Je sais l'averse, Toi sans toi Théâtre total, Tableau, ... Du Roseau...[voir également ses publications dans les revues Incertain Regard ; Pyro nos 26–27, etc.] ; Michel Karpinski, On évacuerait la scène ; Michel Balmont, Il fait beau, un peu pâle ; Corinne Mercadier, Scène 1989 ; Dominique Simoni ; Danielle  Jarlier, Le dernier couteau ; Ybo, Serge Rivron, La découverte de Calixte, Suzon retrouvée nue ; Patrick Dubost, La guerre et les pneus. Couverture de Corinne Mercadier.
- Aires no 11 : « Des poètes américaines : écriture », 13 octobre 1990 : Olivier Apert, The scarlet letter of poetry ; Leslie Scapino, Une séquence ; Danièle Gibrat, Dessins ; Christie Sheffield Sanford, Le Roman des agrumes, Le roman des reptiles, Valérie, visitant les V de la Floride, L'ABCdaire de l'Amour ; Jessica Hagedorn, Bump City : un conte de fées pour le XXe siècle, Chiqui et Terra Nova. Couverture de Danièle Gibrat.
- Aires no 12 : « Ecriture », 1er avril 1991 : Fabrice Farre, Après-midi, Lettre, Leçon morale, On ferme la porte... ; Michel Balmont, Triptyque de l'oiseau et des volets d'automne ; Georges Chich, Scènes ; Christian Degoutte, Comme on dirait..., Sais-tu..., Se peut-il que dans l'ombre... ; Ariane Dreyfus, C'est un endroit qui fait mal.. ; Paul Antoine Butet, Dessins ; Ludovic Degroote, La digue ; Liliane Giraudon, Cinq proses en surface ; Jean-Loup Trassard, Un éléphant dans l'oreille ; Jacqueline Naba, La photo ; Jean Pierre Vidal, La vie urgente, François Dominique, Shéol I, Chronique critique : Rimbaud copiste. Couverture de Paul Antoine Butet.
- Aires no 13 : « Voix albanaises dans la nuit », 10 octobre 1991. Alexandre Zotos, Préambule ; Ismail Kadare, Arrivera le temps, Ainsi nous sommes-nous quittés, Le dernier soir, Dans le parc jonché de feuilles, Exorcisme, Troie devenait florissante, Le temps me manquera ; Martin Camaj, L'oiseau à l'agonie, L'hirondelle ; Vora Ujko, Trois jeunes filles, Moment arberèche ; Giuseppe Schirò di Maggio, (Métaphore d'Andali, province de Catanzaro), (Métaphore de Villa Badessa, province de Pescara) ; Francesco Altimari, Albanie, ô notre mère, L'émigrant ; Esad Mekuli, L'espoir, Nostalgie de l'inaccessible ; Enver Gjerquku, Icare, Le rêve ; Din Mehmeti, L'eau vive, L'enquête ; Besim Bokshi, Attente, Le mercredi ; Fahredin Gunga, La vague, Le rocher ; Azem Shkreli, Les mots, Notre histoire, Les poètes morts, Note de nuit no 2 ; Agim Vinca, La ballade du mont aride, Brève leçon sur l'idée de patrie, De l'art d'aboyer, État d'exception ; Eqrem Basha, Avant-propos à l'explication d'une solitude, Ode à la médiocrité, Ballade pour l'homme dont nul ne savait l'existence, Station finale, Conseils et suggestions de détail pour un projet urbanistique, Ali Podrimja, Sans titre, Le pré, Désarroi, Le pont d'Arta, Leur façon de t'aimer, Lumi, Dans la cave un enfant se meurt, Distinguo, Fait-on la chasse aux colombes ?, Quand vas-tu donc te décider à parler, ô Ali Prodimja, Au hasard du monde, Partie de dés. Couverture de Maxime Darnaud.
- Aires no 14 : « Humeur critique », 10 avril 1992. Michel Karpinski, Lettres ; Hubert Lucot, Slogans hyperlibéralistes; Lotte Oehre, Aveux ; Bernard Noël, Le bruit des temps ; Lionel Bourg, Lettre à un ami lointain ; Christiane Gabrielli, Partition ; Ariane Dreyfus, Dans le creux du convoi ; Jean Pierre Vidal, L'ordre de la lumière ; François Dominique, Aux hommes qui se dansent nés de toi; Christiane Chevigny, Postface. Dessins et couverture de Philippe Favier.
- Aires, no 15 : « Maria Avvakoumova poète russe », 15 octobre 1992. Traduction de Hélène Henry et Martine Loridon. Couverture : dessin de Bernard Noël.
- Aires, no 16 : « Autour d'Ariane Dreyfus - avec la participation de James Sacré », 15 mars 1993. James Sacré, Les mots, le vivant comme on voudrait ; comme il y a les poèmes d'Ariane Dreyfus ; Ariane Dreyfus, Les enfants, Certains bateaux lancés, Le vent nous ignore, Les efforts du feu, En plongeant, Sortir la tête, Les enfants passés ; James Sacré, Il y a les poèmes d'Ariane Dreyfus. Dessins et couverture de Barbara Pollak.
- Aires, no 17 : « Yemen - La mémoire verticale - Poésie moderne », 10 octobre 1993. Abdelamir Chawki, La mémoire verticale - Poésie moderne au Yémen ; Abdelaziz Al Muqualih, Annales de la mélancolie, Le visage de S.A.N.A.A. ; Anne Slacik, Peintures, note de Christiane Chevigny ; Hassan al-Lawzi, Méditation, Femme, La révolte et le rêve ; Abdelkarim Al Razihi, Mausolées, A Mansour, que reste-t-il, Rondes ;  Mohamed Hussein Haïtam, La nuit d'Abdullah ; Chawki Chafiq, Cantate du désir ; Abdel Wadoud Sayf, Rêve, Rumeur, Visite, Écoute, Mensonge et vérité, Fin ; Ahmed Kassem Dammaj, Spleen ; Abdelsamed Al Kalisi, Traversée des couleurs ; Abdellatif Al Rabia, Cadavre de sept heures du matin ; Ismaïl Alwarith, Souviens-toi ; Mohamed Abdelilah Alassar, Inscription sabéenne sur une momie, Souvenir futur ; Moubarak Salmin, Accalmie, Ghazal, Safran, Orange, Ombre ; Mohamed Al Charafi, Ceux-là ; Najib Mouqbel, Fuite, Injonction, Souvenir ; Abdelrahman Ibrahim, Aden, Femme pour un océan; Abdallah Alwane, Le poète, La chanteuse, Saison ; Moktar Ali, Arabie heureuse, Elle avait deux jardins ; Al Kirchi Abdelrahim Sellam, Le vent lèche la trace du jour ; Tawfiq Al Zikri, Adieu, Lettre d'un mort à sa femme ; Abderahamane Fakhri, Brève lecture des tropiques, Couverture d'Anne Slacik.
- Aires, no 18 : « Composition - Jacqueline Naba - Bernard Noël - Dessins de Assadour », 15 avril 1994. Jacqueline Naba, L'autre, L'ambassadeur ; Bernard Noël, La maladie de la chair; Jacqueline Naba, Proses poétiques.
- Aires, no 19 : « Krystina Rodowska - Bernard Noël - Martine Mélinette », 1er octobre 1994. Poèmes de Krystina Rodowska traduits par Bernard Noël, acryliques de Martine Mélinette.
- Aires, no 20 : « Jeunes écritures », 15 avril 1995. Jacqueline Royer-Hearn, Mort blanche ; Valérie Morlot, Petits balcons tout autour de la maison... ; Michel Balmont, Cinq paniques, Kendo ; Odette Barbero, L'œil saisit et la ferveur entortille ; Sami Sahli, Mère, Le spectre ; Marie Bernadoce, Amplexion, Qui trop enterre, Ne plus payer de mots, Simplicité fervente ; Laurent Fréchuret, Notes sur le désordre ; Sarah Denoirjean, Difficilement croyables, Ce qui perturbe, quelquefois charnue, Emplie de cette eau-là ; Colette Deblé, A-t-on jamais tenté... et suite de lavis ; Michaël Speier, Battement d'ailes, Ange étranger, Nu de l'existence, Après, Vent -d'est (traduit de l'allemand par Catherine Weinzorn) ; Olivier Capparos, La fête ;  Sylvie Marxer, Banlieue impressions (extraits) ; Jean-Philippe Gazier, Celui qui est mort de peindre, celui qui mourra de peindre ; Jean-Luc Bayard, Huit roues carrées, V. Couverture de Colette Deblé.
- Aires, numéro spécial édité pour fêter les dix ans de la revue. Jean-Luc Bayard, L'Arbre de Non. 15 octobre 1995. Couverture de Bato.
- Aires, no 21 : « Trois Poètes des Açores - José Sebag - José Martins Garcia - Emanuel Jorge Botelho », 19 octobre 1995. Dessins de Sylvain Bravo. Préface de Marc-Ange Graff. Textes choisis et traduits par Laura Lourenço et Marc-Ange Graff.
- Aires, no 22 : « Angles - Patrick Beurard-Valdoye - Hubert Lucot - Marie-Lucienne Savio », 1er avril 1996. Hubert Lucot, Préface de ma livraison à Aires, Probablement (extraits) ; Marie-Lucienne Savio, Doom id, 1995, dessins ; Patrick Beurard-Valdoye, Diaire. Couverture de Marie-Lucienne Savio.
- Aires, no 23 : « Insula - Poésie canarienne contemporaine », 15 octobre 1996. Miguel Martinon, Ferdinand Arnold, Andrés Sanchez Robayna, José Carlos Catano, Nilo Palenzuela, Melchor Lopez, Alejandro Krawietz, Francisco Léon, Roberto Cabrera, Rafael José Diaz, Goretti Ramirez. Textes choisis et présentés par Jean-Gabriel Cosculluela. Traductions par Joséphine Philippot, Annie Salager, Jean-Gabriel Cosculluela, Patrick Gifreu, Frédéric-Yves Jeannet, Roberto San Geroteo. Dessins et couverture de Luis Palmero.
- Aires, no 24 : « Déchiffrements », 10 avril 1997. Sylvie Fabre, Le soir est doux ; Stéphane Letourneur, La croisée ; Jean Pierre Vidal, Gravier du songe, Le jardin aux trois secrets ; Isabelle Daniel-Doleviczéni, Anatomie de la lumière ; Patrick Dubost, L'histoire d'un paysage ; Christophe Tarkos, Je suis aussi ; Nathalie Bontemps, Le voyage se tait ; Ludovic Degroote, Traverse, Pensées des morts (extraits) ; Hélène Galli, Déchiffrements, Marc-Ange Graff, Dégivrage technique ; Alain Guillard, Giacometti : un regard ; Dominique Simoni, Un éclair si vive, si rapide ; Christiane Chevigny, Les eaux de la rase parfois s'étalaient...
- Aires no 25 : « Animals - Poésie de langue anglaise », 10 octobre 1997. Choix des textes, présentation et traduction  par Frédéric Regard. Illustrations et couverture de Sophie Dupré. Ted Hughes, Les grives, La poule, La mouche à miel ; Derek Walcott, La baleine, son brise-lames ; Seamus Heaney, La truite, Les huîtres ; Michael Longley, Cygnes s'accouplant  ; Paul Muldoon, Les mules ; Charles Tomlinson, Macduff; Fred d'Aguiar, La vache persévérance ; Davis Constantine, En guettant les dauphins ; Matthew Sweeney, Singe ; Sujata Bhatt, Les jours Maninagar.